# Примера Дивисион (Аржентина)
Аржентинската Примера дивисион (на испански: Primera División de Argentina) е най-високото стъпало в аржентинския клубен футбол. Провеждането на шампионата се организира от Аржентинската футболна асоциация.

## Формат
В Примера дивисион участват 20 отбора, които играят всеки срещу всеки при разменено гостуване, като всеки отбор изиграва общо 38 мача. Двата полусезона са разделени на два отделни турнира, Апертура и Клаусура, като всеки от тях излъчва по един шампион на страната. Апертура се състои в периода август – декември, а Клаусура – от февруари до юни. По тази система се играе от 1990 г. Отборите се класират според: 1. точки, 2. голова разлика, 3. отбелязани голове, 4., 5. и 6. – точки, голова разлика и отбелязани голове в мачовете между двата или повече отбора с равни показатели. Тези правила не се отнасят до определянето на шампиона – при еднакъв сбор точки двата или повече отбора, делящи първото място трябва да изиграят финален плейоф на неутрален терен не по-късно от 72 часа след приключване на шампионата.

### Изпадане в Примера Б Насионал
Изпадането от Примера дивисион става по сложна и объркваща незапознатите с нея система, включваща средните показатели на отборите за последните три години, наречена промедиос. Тя е въведена през 1983 г., когато е направено класиране на изпадащите отбори, включващо средните показатели за изминалите два сезона. Според критиците на тази система тя е въведена, за да предпази от изпадане големите и богатите отбори след слаб сезон, като доказателство за това е моментът на въвеждането ѝ – две години след първото в историята изпадане на отбор от „голямата петица“, в случая Сан Лоренцо, и в сезона, в който по старите правила би изпаднал Ривър Плейт. Системата променидос е следната: в края на всяка година се прави таблица с класиране на отборите според представянето им в последните три години, като сборът от спечелените от тях точки се дели на изиграните мачове (при новаци в елита се гледат съответно последните два или настоящият сезон). Директно отпадат последните два отбора в това класиране, а плейоф за място в елита (или т.нар. плейаут) играят седемнадесетият срещу четвъртия в Примера Б Насионал и осемнадесетият срещу третият в Примера Б, като при равенство в първия мач и реванша в елита остава отборът от по-горна дивизия.
Системата може да бъде обяснена нагледно с примера на считаното за невъзможно изпадане на Ривър Плейт след сезон 2010/2011. Дъното на тригодишното класиране изглежда по следния начин:
| Място | Отбор              | 2008/09 | 2009/10 | 2010/11 | Точки | Мачове | Коефициент |
| ----- | ------------------ | ------- | ------- | ------- | ----- | ------ | ---------- |
| 15    | Тигре              | 62      | 32      | 50      | 144   | 114    | 1.263      |
| 16    | Олимпо             | 0       | 0       | 48      | 48    | 38     | 1.263      |
| 17    | Ривър Плейт        | 41      | 43      | 57      | 141   | 114    | 1.237      |
| 18    | Химнасия и Есгрима | 55      | 37      | 33      | 125   | 114    | 1.096      |
| 19    | Уракан             | 58      | 37      | 30      | 125   | 114    | 1.096      |
| 20    | Килмес             | 0       | 0       | 39      | 39    | 38     | 1.026      |

Директно изпада отбора на Килмес. Химнасия и Есгрима и Уракан имат еднакъв коефициент и в директен сблъсък трябва да определят кой ще е отпадне директно заедно с Килмес и кой ще участва на плейаутите. Химнасия и Есгрема побеждава с 2:0 - Уракан отпада директно. Химнасия и Есгрима играе плейаут с третия в Примера Б Сан Мартин, който губи с общ резултат 1:2 и също отпада. Ако в последния си мач от Клаусура 2011 Ривър Плейт беше постигнал победа срещу Ланус, щеше да има равен коефициент с Тигре и Олимпо и трите отбора щяха да играят троен бараж, за да определят кои два от тях ще избегнат плейаута срещу четвъртия в Примера Б Белграно. Тъй като Ривър Плейт губи от Ланус, отборът остава с по-нисък коефициент и еднолично на седемнадесето място. В плейаута Ривър Плейт губи в първия мач с 2:0, а реванша завършва наравно 1:1, така че в елита отива Белграно, а Ривър Плейт отпада. Ако Ривър обаче бяха победили на реванша с 2:0, то нямаше да се играят продължения, да се изпълняват дузпи или да се играе трети мач, а Ривър Плейт щеше да остане в елита като отборът на плейаута от по-висока дивизия в сравнение с Белграно.
С тази система с две класирания – за моментното класиране в първенството и за изпадане, може да се стигне до куриозни и неразбираеми за незапознатите ситуации, като например следната от турнира Клаусура през 2011 г.: На 20 март 2011 г. Олимпо побеждава Бока Хуниорс и излиза начело на класирането в Клаусура. В същото време тази победа помага на Олимпо да вдигне тригодишния си коефициент и да се измъкне от зоната на застрашените от изпадане за първи път от седем месеца. Любопитно, но факт – Олимпо едновременно води в класирането с една точка и е една точка над зоната на изпадащите.

### Определяне на участниците в южноамериканските турнири
Копа Либертадорес
Аржентина има право да излъчи пет участника в турнира Копа Либертадорес. Определянето става по следния начин – шампионите на Апуртура и Клаусура за предходната година, двата отбора с най-голям сбор точки от Апертура и Клаусура за предходната година и най-добре представилият се отбор в турнира Копа Судамерикана за предходната година. Носителят на Копа Либертадорес се класира автоматично за следващия турнир, като съответния сезон аржентинските участници са с един повече. Отбори, участващи в плейофите за оставане в Примера дивисион, нямат право да участват в турнира, дори ако мястото в класирането им го позволява.
През годините участниците са определяни по различен начин:
| Период      | Места | Система                                  | Участници |
| ----------- | ----- | ---------------------------------------- | --- |
| 1960 – 1964 | 1     | Два полусезона                           | Шампионът |
| 1964 – 1966 | 2     | Два полусезона                           | Шампионът и вицешампионът |
| 1967 – 1970 | 2     | Метрополитано/Насионал                   | Шампионът и вицешампионът на Насионал |
| 1971        | 2     | Метрополитано/Насионал                   | Шампионът на Насионал и победителят в плейоф между шампиона на Метрополитано и вицешампиона на Насионал                                                          |
| 1972        | 2     | Метрополитано/Насионал                   | Шампионът и вицешампионът на Насионал |
| 1973        | 2     | Метрополитано/Насионал                   | Шампионите на Метрополитано и Насионал |
| 1974        | 2     | Метрополитано/Насионал                   | Квалификационен турнир между шампионите на Метрополитано и Насионал и вторият отбор в двата турнира                                                              |
| 1975 – 1984 | 2     | Метрополитано/Насионал                   | Шампионите на Метрополитано и Насионал. Ако шампионът е един и същ, плейоф между класиралите се на второ място.                                                  |
| 1985 – 1986 | 3     | Метрополитано/Насионал Европейски формат | Архентинос Хуниорс, шампионът по новия европейски формат и победителят в квалификационен турнир между отборите от второ до седмо място и втория от Насионал 1985 |
| 1986 – 1990 | 2     | Европейски формат                        | Шампионът и победителят в осемстранен квалификационен турнир |
| 1991        | 2     | Апертура/Клаусура                        | Шампионът и победителят в десетстранен квалификационен турнир |
| 1992        | 2     | Апертура/Клаусура                        | Победителят в плейоф между шампионите на Апертура и Клаусура и победителят в осемстранен квалификационен турнир                                                  |
| 1993 – 1999 | 2     | Апертура/Клаусура                        | Шампионите на Апертура и Клаусура. Ако шампионът е един и същ, плейоф между класиралите се на второ място.                                                       |
| 1999 – 2003 | 4     | Апертура/Клаусура                        | Шампионите на Апертура и Клаусура и двата отбора с най-голям сбор точки от Апертура и Клаусура                                                                   |
| 2004 – 2008 | 5     | Апертура/Клаусура                        | Шампионите на Апертура и Клаусура и трите отбора с най-голям сбор точки от Апертура и Клаусура                                                                   |
| 2009        | 5     | Апертура/Клаусура                        | Шампионите на Апертура и Клаусура от миналия сезон, шампионът на Апертура от настоящия и двата отбора с най-голям сбор точки от Апертура и Клаусура              |
| 2010        | 5     | Апертура/Клаусура                        | Шампионите на Апертура и Клаусура и трите отбора с най-голям сбор точки от Апертура и Клаусура                                                                   |
| 2011 -      | 5     | Апертура/Клаусура                        | Шампионите на Апертура и Клаусура и двата отбора с най-голям сбор точки от Апертура и Клаусура и най-добре представилият се отбор на Копа Судамерикана           |

Копа Судамерикана
Откакто съществува турнирът Копа Судамерикана – 2002 г., Аржентина има право на шест участника. До 2009 г. Ривър Плейт и Бока Хуниорс получават покани от организаторите и участват без значение от класирането им в аржентинското първенство. Останалите четири отбора са отборите с най-много точки от комбинираното класиране от Апертура и Клаусура, без значение дали някой от тях по този критерий се класира и за Копа Либертадорес. От 2010 г. шестте отбора с най-добри показатели от общото класиране получават право на участие. Също като при Копа Либертадорес носителят на купата се класира автоматично за следващото издание, като в този случай Аржентина излъчва седем участника; също така отбор, участващ в плейоф за оставане в елита, губи правото си участие в турнира.

## История

### Аматьорска ера 1891 – 1931
Аматьорската ера в аржентинския футбол продължава от 1891 до 1931 г. Първото футболно първенство извън Обединеното кралство се провежда в Аржентина през 1891 г. и е доминирано от отбори, съставени от британски изселници. То се състои от пет отбора, които играят по два мача един срещу друг, за победители са обявени двата отбора, завършили с равен брой точки на върха, но плейофен мач определя медалите да останат при Сейнт Ейндрюс. Това първенство е признато от ФИФА, но не и от Аржентинската футболна асоциация. Първото признато от АФА първенство се провежда по същия формат през 1893 г. Постепенно поплярността на играта сред местните жители започва да расте и това води до отслабване на британската доминация. Алумни Атлетик допринася за това, печелейки десет титли – рекорд в аматьорската ера.
В този период има множество различни дивизии и на моменти дори едновременно две първи дивизии, организирани от конкурентни асоциации, като признати от ФИФА са само тези, организирани от АФА. Въпреки че аматьорската лига просъществува до 1934 г., краят на аматьорската ера идва през 1931 г., когато 18 отбора се отцепват и сформират професинално първенство. Това са Атланта, Архентинос Хуниорс, Бока Хуниорс, Велес Сарсфийлд, Естудиантес, Индепендиенте, Килмес, Ланус, Платенсе, Расинг Клуб, Ривър Плейт, Сан Лоренцо, Талерес, Тигре, Уракан, Феро Карил Оесте, Химнасия и Есгрима и Чакарита Хуниорс.
Най-успешният отбор от аматьорската ера, оцелял и до днес, е Расинг Клуб с девет титли, включително седем поредни между 1913 и 1919 г.

### Професионална ера, един шампионат (1931 – 1966)
В ранните години на професионалния футбол в Аржентина първенството се състои от един шампионат годишно с мачове всеки срещу всеки на разменено гостуване. Шампион е отборът с най-много точки в края на сезона, като единственото изключение е през 1936 г., когато шампионатът е разделен на две – Копа де Онор и Копа Кампеонато и съответните първенци играят плейоф за определяне на шампиона. Тази система на провеждане на шампионата трае до 1966 г. Доминират отборите от голямата петица – Бока Хуниорс, Индепендиенте, Расинг Клуб, Ривър Плейт и Сан Лоренцо. Те си поделят всичките 36 шампионски титли за периода. По-сериозна конкуренция „отвън“ идва едва през 1951 г., когато Банфийлд завършва на върха с равен брой точки с Расинг Клуб, но губи титлата в плейофните мачове. Велес Сарсфийлд и Ланус са другите два отбора, стигнали по веднъж до сребърните медали.

### Турнири Метрополитано и Насионал (1967 – 1985)
Старата система е заменена през 1967 г., когато първенството започва да се провежда в два турнира годишно, като и двата излъчват отделни шампиони. Метрополитано се провежда през първата част на годината и в него участват само отбори, участвали в шампионата по предходната система. Насионал се състои във втората част на годината и в него право на участие имат и отбори от регионалните първенства. Промяната води до революция в аржентинския футбол, защото позволява на по-малки отбори като Велес Сарсфийлд и Естудиантес да разбият доминацията на отборите от голямата петица.
През годините форматът на провеждане се променя неколкократно. През първите три години Метрополитано се състои от две групи с 11 отбора, които играят по два мача помежду си, като двата най-добри отбора от всяка играят полуфинали и финал за определяне на шампиона. Първите шест отбора от всяка група плюс още четири от регионалните турнири играят по един мач помежду си в турнира Насионал, а за шампион се определя отборът с най-много събрани точки. Междувременно седмият и осмият от всяка група, заедно с още четири отбора от регионалните турнири, играят турнира Промосионал при формат по два мача всеки срещу всеки. Последните три отбора от всяка група и четири отбора от втора дивизия определят в турнира Рекласификаторио с по два мача всеки срещу всеки кои шест (заедно с дванадесетте, класирали се за Насионал и четирите, участвали в Промосионал) ще участват в Метрополитано следващата година. От 1969 г. Промосионал се превръща в Петит Промосионал и в него играят не участват отбори от регионалните дивизии.
През 1970 г. се извършва реформа в системата на провеждане на турнирите. Метрополитано приема формата на Насионал и става турнир с мачове всеки срещу всеки при разменено гостуване (с изключение на 1974, 1976 и 1979 г., когато е със стария формат), а Насионал се провежда в две, а по-късно четири и осем групи, и директни елиминации. От 1971 г. (с изключение на 1972 г.) Метрополитано и Насионал стават два независими един от друг турнира и участниците в Насионал не се определят според класирането в Метрополитано. Също така отпадат турнирите Рекласификаторио и Петит Промосионал. От 1982 г. последователността на турнирите се сменя и Насионал се играе преди Метрополитано.
Форматът на провеждане на Метрополитано (вляво) и Насионал (дясно):
| Година | Формат                                 |
| ------ | -------------------------------------- |
| 1967   | 2 групи х 11 отбора, полуфинали, финал |
| 1968   | 2 групи х 11 отбора, полуфинали, финал |
| 1969   | 2 групи х 11 отбора, полуфинали, финал |
| 1970   | лига с 21 отбора                       |
| 1971   | лига с 19 отбора                       |
| 1972   | лига с 18 отбора                       |
| 1973   | лига с 18 отбора                       |
| 1974   | 2 групи х 8 отбора, финален турнир с 4 |
| 1975   | лига с 20 отбора                       |
| 1976   | 2 групи х 11 отбора, полуфинали, финал |
| 1977   | лига с 23 отбора                       |
| 1978   | лига с 21 отбора                       |
| 1979   | 2 групи х 10 отбора, полуфинали, финал |
| 1980   | лига с 19 отбора                       |
| 1981   | лига с 18 отбора                       |
| 1982   | лига с 19 отбора                       |
| 1983   | лига с 19 отбора                       |
| 1984   | лига с 19 отбора                       |
| 0      | 0                                      |
| 0      | 0                                      |

| Година | Формат                                             |
| ------ | -------------------------------------------------- |
| 1967   | лига с 16 отбора                                   |
| 1968   | лига с 16 отбора                                   |
| 1969   | лига със 17 отбора                                 |
| 1970   | 2 групи х 10 отбора, полуфинали, финал             |
| 1971   | 2 групи х 14 отбора, полуфинали, финал             |
| 1972   | 2 групи х 13 отбора, полуфинали, финал             |
| 1973   | 2 групи х 15 отбора, финален турнир с 4            |
| 1974   | 4 групи х 9 отбора, финален турнир с 8             |
| 1975   | 4 групи х 9 отбора, финален турнир с 8             |
| 1976   | 4 групи х 8 отбора, 1/4-, 1/2-, финал              |
| 1977   | 4 групи х 8 отбора, полуфинали, финал              |
| 1978   | 4 групи х 8 отбора, полуфинали, финал              |
| 1979   | 4 групи х 7 отбора, 1/4-, 1/2-, финал              |
| 1980   | 4 групи х 7 отбора, 1/4-, 1/2-, финал              |
| 1981   | 4 групи х 7 отбора, 1/4-, 1/2-, финал              |
| 1982   | 4 групи х 8 отбора, 1/4-, 1/2-, финал              |
| 1983   | 8х4, 8х3, 1/8-, 1/4-, 1/2-, финал                  |
| 1984   | 8 групи х 4 отбора, 1/8-, 1/4-, 1/2-, финал        |
| 1985   | комплексна схема с потоци на победители и загубили |

### Европейски формат (1985 – 1991)
След изиграването на турнира Насионал през 1985 г. в сила влиза система на провеждане на първенството, наподобяваща тази в европейските държави. Това става по съвет на тогавашния треньор на националния отбор Карлос Билардо. Дотогава, както във всички първенства на държави от южното полукълбо, футболният сезон се провежда в рамките на една календарна година. Аржентина е първата такава страна, която въвежда сезон, започващ във втората половина на годината и завършващ в първата половина на следващата. Другата промяна е връщането на първоначалния формат, състоящ се от един турнир с по два мача всеки срещу всеки при разменено гостуване. През сезон 1988/1989 е въведено ново правило за разпределение на точките, което обаче е премахнато след края на първенството – за победа се дават три точки, а при равенство се изпълняват дузпи, като победителят взима две, а загубилият – една точка.

### Турнири Апертура и Клаусура (от 1991 г.)
През 1991 г. форматът на провеждане е сменен отново. Както в повечето държави в Южна Америка, и в Аржентина са въведени турнирите Апертура и Клаусура. От европейския формат остава периодът на провеждане – Апертура открива сезона във втората половина на календарната година, а Клаусура го закрива в началото на следващата календарна година. При първото провеждане по тази система шампионът на страната е определен с финални мачове между първенците на Апертура и Клаусура. Нюелс Олд Бойс надделява над Ривър Плейт и това разбунва духовете в страната – Ривър Плейт е отборът с най-много победи и най-стабилна игра през целия сезон, а Нюелс Олд Бойс записват едва три победи в Апертура и завършват на 18 място от 20 отбора. Това в крайна сметка води до решение от този момент нататък победителите в двата турнира да бъдат обявявани за равнопоставени шампиони. През сезон 1995/1996 е сменено точкуването, като за победа вече се дават три точки вместо две. За сезон 2012/2013 са запланувани нови промени във формата – турнир с 36-те отбора от Примера дивисион и Примера Б Насионал и два от по-добни дивизии, но тези планове срещат неодобрението на феновете и медиите и в крайна сметка са отхвърлени.

## Отбори в настоящото първенство
| Отбор               | Град         | Стадион                           | Първо участие | В елита от | За последно шампион |
| ------------------- | ------------ | --------------------------------- | ------------- | ---------- | ------------------- |
| Арсенал             | Саранди      | Хулио Умберто Грондона            | 2002          | 2002       | -                   |
| Атлетико де Рафаела | Рафаела      | Рафаела                           | 2003          | 2011       | -                   |
| Архентинос Хуниорс  | Буенос Айрес | Диего Армандо Марадона            | 1931          | 2004       | Клаусура 2010       |
| Банфийлд            | Банфийлд     | Флоренсио Сола                    | 1940          | 2001       | Апертура 2009       |
| Бока Хуниорс        | Буенос Айрес | Ла Бонбонера                      | 1931          | 1931       | Апертура 2008       |
| Велес Сарсфийлд     | Буенос Айрес | Хосе Амалфитани                   | 1931          | 1944       | Клаусура 2011       |
| Годой Крус          | Мендоса      | Малвинас Архентинас               | 2006          | 2008       | -                   |
| Естудиантес         | Ла Плата     | Сиудад де Ла Плата                | 1931          | 1995       | Апертура 2010       |
| Килмес              | Килмес       | Сентенарио                        | 1931          | 2012       | Метрополитано 1978  |
| Колон               | Санта Фе     | Бригадир Генерал Естанислао Лопес | 1966          | 1995       | -                   |
| Ланус               | Ланус        | Сиудад де Ланус                   | 1931          | 1992       | Апертура 2007       |
| Нюелс Олд Бойс      | Росарио      | Марсело Биелса                    | 1939          | 1964       | Апертура 2004       |
| Ол Бойс             | Буенос Айрес | Ислас Малвинас                    | 1973          | 2011       | -                   |
| Олимпо              | Баия Бланка  | Роберто Наталио Карминати         | 2002          | 2010       | -                   |
| Расинг Клуб         | Авелянеда    | Пресиденте Хуан Доминго Перон     | 1931          | 1986       | Апертура 2001       |
| Ривър Плейт\|       | Буенос Айрес | Ел Монументал                     | 1931          | 2012       | Клаусура 2008       |
| Росарио Сентрал     | Росарио      | Естадио Лисандро де ла Туре       | 1939          | 2013       | 1986/87             |
| Сан Лоренцо         | Буенос Айрес | Педро Бидегаин                    | 1931          | 1983       | Клаусура 2007       |
| Тигре               | Виктория     | Хосе Деладжована                  | 1931          | 2007       | -                   |
| Химнасия и Есгрима  | Ла Плата     | Хуан Карлос Серийо                | 1931          | 2013       | -                   |

## Шампиони

### Аматьорска ера
Шампиони на първенства, признати от ФИФА:
| Година | Шампион            |
| ------ | ------------------ |
| 1891   | Сейнт Ейндрюс      |
| 1893   | Ломас Атлетик      |
| 1894   | Ломас Атлетик      |
| 1895   | Ломас Атлетик      |
| 1896   | Ломас Академи      |
| 1897   | Ломас Атлетик      |
| 1898   | Ломас Атлетик      |
| 1899   | Белграно Атлетик   |
| 1900   | Английска гимназия |
| 1901   | Алумни Атлетик     |
| 1902   | Алумни Атлетик     |
| 1903   | Алумни Атлетик     |
| 1904   | Белграно Атлетик   |
| 1905   | Алумни Атлетик     |
| 1906   | Алумни Атлетик     |
| 1907   | Алумни Атлетик     |
| 1908   | Белграно Атлетик   |
| 1909   | Алумни Атлетик     |
| 1910   | Алумни Атлетик     |
| 1911   | Алумни Атлетик     |
| 1912   | Килмес             |
| 1913   | Расинг Клуб        |

| Година | Шампион              |
| ------ | -------------------- |
| 1914   | Расинг Клуб          |
| 1915   | Расинг Клуб          |
| 1916   | Расинг Клуб          |
| 1917   | Расинг Клуб          |
| 1918   | Расинг Клуб          |
| 1919   | Бока Хуниорс         |
| 1920   | Бока Хуниорс         |
| 1921   | Уракан               |
| 1922   | Уракан               |
| 1923   | Бока Хуниорс         |
| 1924   | Бока Хуниорс         |
| 1925   | Уракан               |
| 1926   | Бока Хуниорс         |
| 1927   | Сан Лоренцо          |
| 1928   | Уракан               |
| 1929   | Химнасия и Есгрима   |
| 1930   | Бока Хуниорс         |
| 1931   | Естудиантил Портеньо |
| 1932   | Спортиво Баракас     |
| 1933   | Спортиво Док Суд     |
| 1934   | Естудиантил Портеньо |
| 0      | 0                    |

Шампиони на първенства, непризнати от ФИФА:
| Година | Шампион       |
| ------ | ------------- |
| 1912   | Клуб Портеньо |
| 1913   | Естудиантес   |
| 1914   | Клуб Портеньо |
| 1919   | Расинг Клуб   |
| 1920   | Ривър Плейт   |
| 1921   | Расинг Клуб   |

| Година | Шампион       |
| ------ | ------------- |
| 1922   | Индепендиенте |
| 1923   | Сан Лоренцо   |
| 1924   | Сан Лоренцо   |
| 1925   | Расинг Клуб   |
| 1926   | Индепендиенте |
| 0      | 0             |

### Професионална ера
Система на провеждане – два полусезона, всеки срещу всеки:
| Година | Шампион       |
| ------ | ------------- |
| 1931   | Бока Хуниорс  |
| 1932   | Ривър Плейт   |
| 1933   | Сан Лоренцо   |
| 1934   | Бока Хуниорс  |
| 1935   | Бока Хуниорс  |
| 1936   | Ривър Плейт   |
| 1937   | Ривър Плейт   |
| 1938   | Индепендиенте |
| 1939   | Индепендиенте |
| 1940   | Бока Хуниорс  |
| 1941   | Ривър Плейт   |
| 1942   | Ривър Плейт   |
| 1943   | Бока Хуниорс  |
| 1944   | Бока Хуниорс  |
| 1945   | Ривър Плейт   |
| 1946   | Сан Лоренцо   |
| 1947   | Ривър Плейт   |
| 1948   | Индепендиенте |

| Година | Шампион       |
| ------ | ------------- |
| 1949   | Расинг Клуб   |
| 1950   | Расинг Клуб   |
| 1951   | Расинг Клуб   |
| 1952   | Ривър Плейт   |
| 1953   | Ривър Плейт   |
| 1954   | Бока Хуниорс  |
| 1955   | Ривър Плейт   |
| 1956   | Ривър Плейт   |
| 1957   | Ривър Плейт   |
| 1958   | Расинг Клуб   |
| 1959   | Сан Лоренцо   |
| 1960   | Индепендиенте |
| 1961   | Расинг Клуб   |
| 1962   | Бока Хуниорс  |
| 1963   | Индепендиенте |
| 1964   | Бока Хуниорс  |
| 1965   | Бока Хуниорс  |
| 1966   | Расинг Клуб   |

Система на провеждане – Турнири Метрополитано и Насионал:
| Година | Шампион          |
| ------ | ---------------- |
| 1967 М | Естудиантес      |
| 1967 Н | Индепендиенте    |
| 1968 М | Сан Лоренцо      |
| 1968 Н | Велес Сарсфийлд  |
| 1969 М | Чакарита Хуниорс |
| 1969 Н | Бока Хуниорс     |
| 1970 М | Индепендиенте    |
| 1970 Н | Бока Хуниорс     |
| 1971 М | Индепендиенте    |
| 1971 Н | Росарио Сентрал  |
| 1972 М | Сан Лоренцо      |
| 1972 Н | Сан Лоренцо      |
| 1973 М | Уракан           |
| 1973 Н | Росарио Сентрал  |
| 1974 М | Нюелс Олд Бойс   |
| 1974 Н | Сан Лоренцо      |
| 1975 М | Ривър Плейт      |
| 1975 Н | Ривър Плейт      |
| 1976 М | Бока Хуниорс     |

| Година | Шампион            |
| ------ | ------------------ |
| 1976 Н | Бока Хуниорс       |
| 1977 М | Ривър Плейт        |
| 1977 Н | Индепендиенте      |
| 1978 М | Килмес             |
| 1978 Н | Индепендиенте      |
| 1979 М | Ривър Плейт        |
| 1979 Н | Ривър Плейт        |
| 1980 М | Ривър Плейт        |
| 1980 Н | Росарио Сентрал    |
| 1981 М | Бока Хуниорс       |
| 1981 Н | Ривър Плейт        |
| 1982 М | Феро Карил Оесте   |
| 1982 Н | Естудиантес        |
| 1983 М | Естудиантес        |
| 1983 Н | Индепендиенте      |
| 1984 М | Архентинос Хуниорс |
| 1984 Н | Феро Карил Оесте   |
| 1985 Н | Архентинос Хуниорс |
| 0      | 0                  |

Система на провеждане – европейски формат:
| Година | Шампион         |
| ------ | --------------- |
| 1986   | Ривър Плейт     |
| 1987   | Росарио Сентрал |
| 1988   | Нюелс Олд Бойс  |

| Година | Шампион       |
| ------ | ------------- |
| 1989   | Индепендиенте |
| 1990   | Ривър Плейт   |
| 0      | 0             |

Система на провеждане – Турнири Арертура и Клаусура:
| Година | Шампион         |
| ------ | --------------- |
| 1990 А | Нюелс Олд Бойс  |
| 1991 К | Бока Хуниорс    |
| 1991 А | Ривър Плейт     |
| 1992 К | Нюелс Олд Бойс  |
| 1992 А | Бока Хуниорс    |
| 1993 К | Велес Сарсфийлд |
| 1993 А | Ривър Плейт     |
| 1994 К | Индепендиенте   |
| 1994 А | Ривър Плейт     |
| 1995 К | Сан Лоренцо     |
| 1995 А | Велес Сарсфийлд |
| 1996 К | Велес Сарсфийлд |
| 1996 А | Ривър Плейт     |
| 1997 К | Ривър Плейт     |
| 1997 А | Ривър Плейт     |
| 1998 К | Велес Сарсфийлд |
| 1998 А | Бока Хуниорс    |
| 1999 К | Бока Хуниорс    |
| 1999 А | Ривър Плейт     |
| 2000 К | Ривър Плейт     |
| 2000 А | Бока Хуниорс    |
| 2001 К | Сан Лоренцо     |
| 2001 А | Расинг Клуб     |

| Година | Шампион            |
| ------ | ------------------ |
| 2002 К | Ривър Плейт        |
| 2002 А | Индепендиенте      |
| 2003 К | Ривър Плейт        |
| 2003 А | Бока Хуниорс       |
| 2004 К | Ривър Плейт        |
| 2004 А | Нюелс Олд Бойс     |
| 2005 К | Велес Сарсфийлд    |
| 2005 А | Бока Хуниорс       |
| 2006 К | Бока Хуниорс       |
| 2006 А | Естудиантес        |
| 2007 К | Сан Лоренцо        |
| 2007 А | Ланус              |
| 2008 К | Ривър Плейт        |
| 2008 А | Бока Хуниорс       |
| 2009 К | Велес Сарсфийлд    |
| 2009 А | Банфийлд           |
| 2010 К | Архентинос Хуниорс |
| 2010 А | Естудиантес        |
| 2011 К | Велес Сарсфийлд    |
| 2011 А | Бока Хуниорс       |
| 2012 К | Арсенал де Саранди |
| 2012 А |                    |
| 0      | 0                  |

### По отбори

#### Аматьорски титли
- 10 – Алумни Атлетик[9]
- 06 – Бока Хуниорс, Расинг Клуб
- 05 – Ломас Атлетик
- 04 – Уракан
- 03 – Белграно Атлетик
- 01 – Сан Лоренцо, Химнасия и Есгрима, Ломас Академи, Килмес, Сейнт Ейндрюс

#### Професионални титли
- 33 – Ривър Плейт
- 23 – Бока Хуниорс
- 14 – Индепендиенте
- 10 – Сан Лоренцо
- 08 – Велес Сарсфийлд
- 07 – Расинг Клуб
- 05 – Нюелс Олд Бойс, Естудиантес
- 04 – Росарио Сентрал
- 03 – Архентинос Хуниорс
- 02 – Феро Карил Оесте
- 01 – Уракан, Ланус, Банфийлд, Килмес, Чакарита Хуниорс